# Touch Me in the Morning (албум)
Touch Me in the Morning је четврти студијски албум америчке певачице Дајане Рос, који је објављен 22. јуна 1973. за издавачку кућу Motown.

## Списак пјесама
Страна прва
1. Touch Me in the Morning — 3:26
2. All of My Life — 3:31
3. We Need You — 3:44
4. Leave a Little Room — 3:37
5. I Won't Last a Day Without You — 3:49

Страна друга
1. Little Girl Blue — 3:58
2. My Baby (My Baby My Own) — 2:45
3. Imagine — 3:01
4. Medley: Brown Baby/Save the Children — 8:17

## Позиције на листама
| Листа (1973)                       | Највиша позиција |
| ---------------------------------- | ---------------- |
| Аустралија (Kent Music Report)     | 20               |
| Канада (RPM)                       | 5                |
| УК албуми (OCC)                    | 7                |
| САД (Billboard 200)                | 5                |
| САД рнб/хип хоп албуми (Billboard) | 1                |

## Сертификације и продаја
| Држава                 | Сертификација | Продаја |
| ---------------------- | ------------- | ------- |
| Велика Британија (BPI) | Златан        | 100.000 |